# Björn Risinger
Björn Risinger, född 1960 i Borås, är en svensk ämbetsman som mellan 2015 och 2024 var generaldirektör för Naturvårdsverket. Hans förordnande sträckte sig till den 31 oktober 2024.
Risinger är utbildad biolog och geovetare och var 1995-1999 miljövårdsdirektör och senare miljö- och planeringsdirektör vid Länsstyrelsen i Stockholms län, och var under åtta år direktör och chef för Naturvårdsverkets naturresursavdelning. Han var från 2008 till 1 september 2010 länsöverdirektör vid Länsstyrelsen i Skåne län. Under 2010-2011 var han utredare av Havs- och vattenmyndigheten, inför skapandet av myndigheten. Han var generaldirektör för Fiskeriverket 1 april-30 juni 2011, och från 1 juli 2011 till september 2015 generaldirektör för Havs- och vattenmyndigheten, som tog över en stor del av Fiskeriverkets uppgifter. 1 oktober 2015 tillträdde han som generaldirektör på Naturvårdsverket.
Björn Risinger är ornitolog och gammal fältbiolog. Han är därmed den andre generaldirektören på Naturvårdsverket som varit fältbiolog.